# حمد بن سعود السياري
حمد بن سعود السياري ولد عام 1941، في محافظة ضرماء وتلقى تعليمه الابتدائي، محافظ مؤسسة النقد السعودي من عام 1983 حتى عام 2009.
وهو من ال ثقبة السياري
واصل تعليمه في جامعة ميريلاند في الولايات المتحدة حيث حصل على درجة الماجستير في علم الاقتصاد. وقد قام بتدريس مادة الاقتصاد في معهد الإدارة العامة بالرياض، ثم تقلد منصب الأمين العام لصندوق الاستثمارات العامة والمدير العام لصندوق التنمية الصناعية السعودي، وبعد ذلك أصبح المراقب العام ونائب المحافظ في مؤسسة النقد العربي السعودي منذ عام 1983.
وبعد خدمة 28 عاماً أعفي محافظ مؤسسة النقد العربي السعودي السياري من منصبه بناء على طلبه، وعين نائبه د.محمد بن سليمان الجاسر يوم السبت 2009/02/14